# アクセル (吉川晃司の曲)
「アクセル」は、吉川晃司が1996年7月1日にリリースした21枚目のシングル。

## 解説
日本テレビ系『高校生クイズ '96』オープニングテーマ。

## 収録曲
1. アクセル
作詞：松井五郎／作曲：吉川晃司／編曲：吉川晃司・菅原弘明
2. ミッドナイト・ブルー
作詞・作曲：吉川晃司／編曲：吉川晃司・菅原弘明

## 収録アルバム
- アクセル
  - BEAT∞SPEED（1996年）
  - DON'T STOP ME NOW（1997年）
  - PASSAGE:K2 SINGLE COLLECTION 1984-1996（1998年）
  - GOLDEN YEARS VOL.IV（1999年）（ライブバージョンで収録）
  - The Gundogs（2002年）（ライブバージョンで収録）
  - Thank You（2004年）（セルフカバーバージョン）
  - SINGLES+（2014年）

- ミッドナイト・ブルー
  - （アルバム未収録）